# Université Yeditepe
L'université Yeditepe (en turc : Yeditepe Üniversitesi) est une université privée située à Istanbul, Turquie. Fondée en 1996, l'Université Yeditepe est la plus importante parmi les 27 fondations universitaires de Turquie. 
Le but de l'Université Yeditepe est «... d'éduquer les jeunes comme des individus éclairés, tout à fait capable de faire face aux exigences du monde moderne contemporain, culturellement formés avec les compétences technologiques et dévoués aux idéaux de la laïcité, de progrès et de créativité inspirée par les principes d'Atatürk. Les programmes éducatifs visent à assurer cet objectif à la lumière de l'évolution mondiale rapide du XXIe siècle ».

## Histoire
L'université fut établie en 1996 par la Fondation pour l'Éducation et la Culture, organisation de promotion de l'éducation sur une base non lucrative.

### Campus
L'Université Yeditepe a son site principal à Kayisdagi dans la partie orientale d'Istanbul.

### Organisation
La plupart des programmes académiques sont enseignés en anglais. Un programme de sciences politiques et relations internationales en français, un programme de Sciences de gestion en allemand et un programme d'arts et design en italien.

## Organisation
- Facultés
  - Faculté Médecine Dentaire
  - Faculté de Droit
  - Faculté de Médecine
  - Faculté de Pharmacie
  - Faculté des Arts et Sciences
  - Faculté des Beaux Arts
  - Faculté de Sciences économiques et de Gestion
  - Faculté de Communication
  - Faculté d'Ingénierie et d'Architecture
  - Faculté d'Éducation
  - Faculté de Commerce

- Instituts d'études supérieures
  - Institut d'études supérieures en sciences et génie
  - Institut d'études supérieures de la Santé
  - Institut d'études supérieures en sciences sociales

- Écoles de formation professionnelle de l'enseignement supérieur
  - École pour des vocations d'Études Supérieures

## Étudiants et professeurs
Selon la page web officielle de l'Université, la population étudiante totale a atteint 15 000. 
De ce nombre, 20 % des étudiants sont inscrits dans des programmes d'études supérieures. 
Le personnel enseignant comprend environ 1.350 enseignants dont plus des deux tiers sont membres du corps professoral à temps plein. 
Le recteur actuel de l'Université Yeditepe est le Professeur Dr Ahmet Serpil qui est assisté dans ses fonctions par trois vice-recteurs.